# Kevin Bradshaw
Kevin Bradshaw (* 30. April 1957 in Camperdown (New South Wales); † 16. März 2021 ebenda) war ein australischer Radrennfahrer.

## Sportliche Laufbahn
Bradshaw war Teilnehmer der Olympischen Sommerspiele 1980 in Moskau. Im olympischen Straßenrennen schied er aus. Im Mannschaftszeitfahren wurde Bradshaw gemeinsam mit Michael Wilson, Remo Sansonetti und David Scarfe als 11. klassiert.
Er wurde 1978 und 1979 jeweils Zweiter bei den Victorian Road Championships. Im Eintagesrennen Melbourne to Warrnambool Cycling Classic 1982 wurde er Dritter. In der Tour of Victoria 1982 gewann er zwei Etappen. 1981 und 1989 fuhr er als Berufsfahrer in australischen Radsportteams. 